# سازمان ملی تعلیم و تربیت کودک
سازمان ملی تعلیم و تربیت کودک یک سازمان دولتی زیرمجموعهٔ وزارت آموزش و پرورش است که ساماندهی امور مربوط به کودکستان‌ها (مهدهای کودک، مراکز پیش‌دبستانی و سایر مراکز نگهداری و آموزش کودکان سابق) را بر عهده دارد. جامعه مخاطب این سازمان کودکان زیر ۷ سال (تا ۶ سال تمام) را شامل می‌شود. رئیس سازمان معاون وزیر آموزش و پرورش محسوب می‌شود و به پیشنهاد وزیر و تأیید هیئت امنا و با حکم وزیر برای مدت ۴ سال منصوب می‌شود.

## پیشینه
در ۲۵ آذر ۱۳۹۹ شورای‌عالی انقلاب فرهنگی به‌منظور ساماندهی امور مرتبط با تعلیم و تربیت دورهٔ کودکی، تصویب کرد که تمامی امور مربوط به مهدهای کودک و سایر مراکز نگهداری کودکان اعم از صدور مجوز، برنامه‌ریزی، هدایت و نظارت، تقویت استانداردها و ارزیابی به وزارت آموزش و پرورش محول شود و نهادی وابسته به وزارت آموزش و پرورش برای عهده‌دار شدن یکپارچهٔ امور مرتبط با تعلیم و تربیت کودک تشکیل شود.
بر این اساس در ۷ بهمن ۱۳۹۹، اساسنامهٔ «سازمان ملی تعلیم و تربیت کودک» به تصویب شورای‌عالی انقلاب فرهنگی رسید و ۲۶ اسفند ۱۳۹۹ برای اجرا ابلاغ شد.
در ۱۳ مرداد ۱۴۰۰، این سازمان طی مراسمی با حضور وزیر آموزش و پرورش رسماً آغاز به‌کار کرد.
پیش از تأسیس سازمان، مهدهای کودک زیر نظر سازمان بهزیستی کشور و مراکز پیش‌دبستانی زیر نظر آموزش و پرورش فعالیت می‌کردند که در سال ۱۴۰۰، با تشکیل کمیتهٔ انتقال در ستاد کشوری و کارگروه‌های انتقال استانی، امور مهدهای کودک از بهزیستی به آموزش و پرورش منتقل شد.

## هیئت امنا
سازمان دارای دو رکن هیئت امنا و رئیس سازمان می‌باشد که هیئت امنا، عالی‌ترین مرجع سازمان محسوب می‌شود و ترکیب آن به‌صورت زیر است:
1. وزیر آموزش و پرورش (رئیس هیئت امناء)
2. دبیر شورای‌عالی انقلاب فرهنگی یا معاون ایشان
3. نماینده شورای‌عالی انقلاب فرهنگی
4. دبیرکل شورای‌عالی آموزش و پرورش
5. معاون آموزش ابتدایی، معاون پرورشی و فرهنگی و معاون تربیت‌بدنی و سلامت وزیر آموزش و پرورش
6. رئیس سازمان پژوهش و برنامه‌ریزی آموزشی
7. رئیس سازمان بهزیستی کشور
8. یک نفر از نمایندگان عضو کمیسیون آموزش و تحقیقات مجلس شورای اسلامی به انتخاب کمیسیون
9. یک نفر نماینده به انتخاب مرکز مدیریت حوزه‌های علمیه کشور
10. معاون ذی‌ربط رئیس سازمان صدا و سیما
11. معاون ذی‌ربط رئیس سازمان برنامه و بودجه
12. معاون ذی‌ربط وزیر بهداشت، درمان و آموزش پزشکی
13. نماینده تام‌الاختیار رئیس قوه قضائیه
14. دبیر شورای تحول و نوسازی نظام آموزشی کشور
15. رئیس سازمان ملی تعلیم و تربیت کودک (دبیر هیئت امناء)
16. مدیرعامل کانون پرورش فکری کودکان و نوجوانان
17. چهار نفر نماینده خانواده‌ها (دو پدر و دو مادر)
18. دو نفر از شخصیت‌های علمی و فرهنگی فعال و متخصص در حوزه تعلیم و تربیت کودک
19. دو نفر از نمایندگان مؤسسان مهدهای کودک و مراکز پیش‌دبستانی و مراکز نگهداری و آموزش کودکان

## رئیسان سازمان
- علیرضا حاجیان‌زاده (خرداد ۱۴۰۰ تا دی ۱۴۰۰)[۵]
- مجتبی همتی‌فر (دی ۱۴۰۰ تا شهریور ۱۴۰۳)[۶]
- رضوان حکیم‌زاده (شهریور ۱۴۰۳ تا آبان ۱۴۰۳) (سرپرست)[۷]
- حمیدرضا شیخ‌الاسلام (آبان ۱۴۰۳ تاکنون)[۸]